# Спин-орбитално взаимодействие
Спин-орбиталното взаимодействие (наричано също спин-орбитален ефект или спин-орбитално свързване) е явление в квантовата физика. То представлява релативистично взаимодействие между движеща се частица и нейния собствен магнитен момент, обусловен от спина на тази частица. Това взаимодействие води до така наречената фина структура на енергетичния спектър и разцепването на спектроскопичните линии на атома.
Ключов пример за това явление е спин-орбиталното взаимодействие, водещо до изместване на енергийните нива на атомната енергия на електрона поради електромагнитното взаимодействие между магнитния дипол на електрона, неговото орбитално движение и електростатичното поле на положително зареденото ядро. Това явление се открива като разцепване на спектралните линии, които могат да се разглеждат като Зееманов ефект на два релативистични ефекта: видимото магнитно поле, наблюдавано от електронна перспектива и магнитния момент на електрона, свързан с неговия вътрешен спин. Подобен ефект се дължи на връзката между момента на импулса и силната ядрена сила, когато протоните и неутроните се движат вътре в ядрото, което води до изместване на техните енергийни нива според модела на ядрената обвивка.
Добавянето на тези три корекции е известно като фина структура. Спин-орбиталният ефект се дължи на електростатичното поле на електрона, не на магнитното поле, създадено от неговата орбита. Взаимодействието между магнитното поле, създадено от електрона и магнитния момент на ядрото е по-слаба корекция, известна като хиперфинната структура.